# Ventura Román Calvo
Ventura Román Calvo (Elx, Baix Vinalopó, 1890 - 26 de març de 1913) fou una escriptora i socialista valenciana. Va ser la mare de la primera pediatra d'Elx, Gloria Miñana Roman.

## Biografia
Ventura (Ventureta) Román Calvo va nàixer a Elx el 1890. Filla de Pascual Román Antón, moliner de professió, i d'Antonia Calvo Mendiela, mestressa de casa. Son pare fou un dels fundadors del Partit Socialista Obrer Espanyol a Elx i fou el primer alcalde socialista en la història de la ciutat entre abril i juny de 1931. El matrimoni va tenir quatre filles i Pascual Román i la seua dona els oferiren una educació poc habitual. Totes anaren a un col·legi religiós, Les Francesetes, malgrat la condició de socialista i maçó del pare. Totes quatre reberen també una educació musical i, com que es tractava d'una família modesta, no pogueren aprendre a tocar el piano, però sí instruments de corda com la guitarra, el llaüt o la bandúrria. Les quatre germanes es dedicaren a brodar a màquina des de sabatilles, cobertors a qualsevol altre tipus de teixits. Ventura va destacar aviat per la seua afició a escriure i va arribar a publicar algun article al setmanari socialiste il·licità Trabajo, en el qual defensà idees anticlericals.
El 1922 es va casar amb Francisco Miñana Antón i, a conseqüència del naixement de la seua filla Glòria, va morir per febres puerperals al cap de poc dies del naixement de la seua filla, el 1923. La seua mort fou recollida pel mateix setmanari en el qual havia col·laborat i, amb motiu del primer aniversari de la seua mort, Trabajo li va dedicar un homenatge poètic. L'esforç dels seus pares perquè les quatre germanes tingueren la millor educació possible feu possible que la filla de Ventura, Gloria Miñana Román, fóra la primera llicenciada en Medicina de la ciutat d'Elx. La germana de Ventura, Concha, fou també una de les poques dones il·licitanes que abans de la Guerra Civil escrigueren sovint articles en la premsa il·licitana. Com que no era infreqüent en aquells temps, quan Ventura va morir, el seu vidu acabà casant-se amb la seua cunyada Antonia el 1919. Era una fórmula d'arranjament ben vista i, moltes vegades, propiciada per la mateixa família.

## Obra
- «El retorno», article publicat per Ventura Román Calvo en el semanari socialista il·licità Trabajo, núm. 20.